# 巴爾泰區

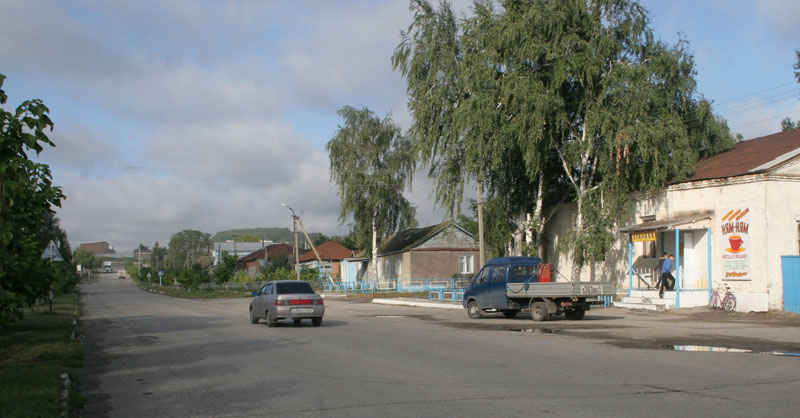

52°27′56″N 46°37′57″E / 52.46556°N 46.63250°E
巴爾泰區（俄语：Балтайский район），是俄羅斯的一個區，位於該國西南部，由薩拉托夫州負責管轄，面積1,254平方公里，2010年人口12,282，人口密度每平方公里9.79人。